# Femen
A Femen (csupa nagybetűvel; ukránul: Фемен) egy radikális feminista aktivista csoport, melynek célja a nők jogainak védelme. Nemzetközi ismeretségét a szexturizmus, a vallási intézmények, a szexizmus, a homofóbia és egyéb társadalmi, nemzeti és nemzetközi problémák elleni, vitatott megítélésű, félmeztelen tüntetéseinek köszönheti. A szervezet Ukrajnában alakult meg, mára azonban Franciaországban található a székhelye. Definíciója szerint ideológiája “szextremizmus, ateizmus és feminizmus”.

A szervezet logója

A szervezet célja, hogy “küzd[jön] a patriarchátus alapvető intézményei – a nők szexuális kizsákmányolása, a diktatúra és a vallás – ellen”. Tüntetéseik miatt a Femen aktivistákat gyakran őrizetbe veszi a rendőrség. Furcsaság hogy szexuális kizsákmányolás ellen küzdenek meztelenséggel, ez elég nagy ellentét. Valamint a vallásgyalázás eszközeivel a hagyományos értékek ellen is harcolnak, ami miatt szintén kétséges a megítélésük. 

## Története
A Fement Anna Hutszol alapította 2008. április 14-én, miután tudomást szerzett olyan ukrán nők történetéről, akiket külföldre csábítottak és szexuális kizsákmányolás áldozatává váltak. Kitty Green 2013-as dokumentumfilmje, a Ukraine Is Not a Brothel (“Ukrajna nem egy bordélyház”) szerint azonban a szervezetet Viktor Szvjatszkij alapította. 2013 szeptemberében Inna Sevcsenko azt nyilatkozta a film állításával kapcsolatban, hogy Szvjatszkij “valóban vezette a mozgalmat egy időben… Elfogadtuk, mert nem tudtuk, hogyan álljunk neki ellen… Ekkor döntöttem el, hogy elhagyom Ukrajnát és Franciaországban építek egy új Fement.” 2014 januárjában, a The Independentnek adott interjújában Sevcsenko úgy jellemezte Szvjatszkijt, mint egy “okos ember. Általa ismerkedtünk össze. A kezdetekben ő volt közülünk a tapasztaltabb okos emberek egyike”. 2013 óta a szervezetet Sevcsenko vezeti.
A Femen kezdetben azzal hívta fel magára a figyelmet, hogy tagjai hivalkodó vagy erotikus öltözékben tüntettek. 2008. szeptember 21-én például egy tucat aktivista tüntetett maszatolt sminkben és rózsaszín magassarkúban, ápolónak öltözve az ukrajnai török nagykövetség épülete előtt. A 2009. augusztus 24-i ukrán függetlenségi napi demonstráción azonban Okszana Sacsko félmeztelenül jelent meg. A nagy visszhangot kiváltó megmozdulás a Femen jellemző tüntetésmódjává vált. Bár a legtöbb tüntetésen az aktivisták fedetlen mellekkel jelennek meg, 2010 októberében Sacsko meztelen fenékkel tiltakozott egy zárt toalett előtt, hogy felhívja a figyelmet Kijev közvécé hiányára.
A szervezet nemzetközi ismertsége 2011 májusától fokozódott, ahogy a nemzetközi sajtó egyre gyakrabban számolt be a tüntetéseiről. 2011 végétől kezdődően az ukrajnai Femen aktivisták egyre több nemzetközi megmozdulást szerveznek. 2011 decemberében három Femen aktivista azt állította, hogy Fehéroroszország Állambiztonsági Bizottsága elrabolta és megkínozta őket, miután félmeztelen tiltakozásokat szerveztek Minszkben. 2013. április 8-án öt tüntető félmeztelenül “letámadta” Vlagyimir Putyin orosz elnököt és Angela Merkel akkori német kancellárt a hannoveri kereskedelmi vásáron.
Miután 2012. augusztus 17-én kivágott egy, a kijevi Majdan térre néző fakeresztet, Inna Sevcsenko, állítása szerint, számtalan halálos fenyegetést kapott, otthona ajtaját is berúgták. Az esetleges letartóztatástól félve Franciaországban kért menedékjogot és Párizsban telepedett le, ahol 2012 szeptemberében egy aktivistaképző intézményt hozott létre a franciaországi Femen számára.
2013. július végén Viktor Szvjatszkijt, a szervezet egyik ideológusát, és Anna Hutszolt támadás érte azon az éjjelen, amikor Putyin Kijevbe látogatott a kijevi rusz megkeresztelésének 1025. évfordulója alkalmából. Hutszol szerint a támadók az orosz és az ukrán titkosszolgálatokkal működtek együtt. 
2018. július 24-én holtan találtak rá Párizsban a szervezet egyik alapítójára, Okszana Sacskora. Halálának feltételezett oka öngyilkosság. Sacsko független művészként élt miután egy tagságon belüli vitát követően eltávolodott a Fementől.

## A szervezet felépítése
A Femen számos nemzetközi csoporttal rendelkezik. A kijevi Femen-irodát bezárták, a szervezet vezetősége 2013 augusztusában pedig elhagyta Ukrajnát, mert “féltették életüket és szabadságukat”.
2012 októberében a szervezet állítása szerint Ukrajnában nagyjából 40, külföldön pedig 100 aktivistája volt a csoportnak, illetve további 12 000 követőjük a VKontakte közösségi oldalon. 
2013 októberében a Femennek Franciaországban volt a legnépesebb tagsága. 2013 januárjában a franciaországi Femen 30 helyi aktivistát tartott nyilván. 2010-ben a szervezet mintegy 320 főből állt, amelyből körülbelül 300 Kijevben volt aktív. Egy 2010-es interjúban Anna Hutszol azt nyilatkozta, hogy a 20 főszervező mellett 300 kijevi aktivistája van a csoportnak, illetve mintegy húszezres követőtáboruk a VKontakte-on. 2008-as alapításakor 18-20 éves női egyetemisták alkották a mozgalom gerincét és a szervezet csak kevés férfi tagot számolt. 2011-ben több forrás is arról számolt be, hogy Hutszol szerint a Femen 150 támogatóval rendelkezik. 2012 októberében a szervezet 40 ukrajnai és további 100 külföldi aktivistáról tudott. 
2010 júliusában Hutszol azt nyilatkozta: “Jobbak vagyunk bármelyik hírügynökségnél. Van saját fotósunk, filmesünk, látványtervezőnk és tartalomszerkesztőnk.” Ukrajnában a legtöbb tüntetést Kijevben tartják, de olyan városokban is akciózott már a Femen, mint Odessza, Dnyipropetrovszk, vagy Zaporizzsja. 2010 áprilisában felmerült a szervezet politikai párttá alakulása, hogy indulhasson a 2012 októberi ukrajnai parlamenti választásokon, ám ez végül nem történt meg.
A Femen a félmeztelen tüntetés taktikájáról azt nyilatkozta: “Ebben az országban ez az egyetlen módja annak, hogy hallassuk a hangunkat. Ha sima tüntetéseket szerveztünk volna plakátokkal, senki nem figyelt volna fel a mondandónkra”. A szervezet azt tervezi, hogy Európa legnagyobb és legbefolyásosabb mozgalmává váljon.
A Facebook eleinte pornográfia gyanújával letiltotta a Femen oldalát. A szervezet ráadásul több provokatív képet közölt a platformon, az egyiken például a véráztatta Putyin és Kirill pátriárka szerepel, akiknek a fejéhez Femen aktivisták láncfűrészt emelnek.
2010-ben és 2011-ben ukrajnai aktivsták arról számoltak be, hogy a Femenben folytatott tevékenységük miatt a családjuk elidegenedett tőlük. A mozgalom néhány tagja, köztük Inna Sevcsenko, fenyegetések, emberrablás, verés és egyéb megfélemlítési módszerek áldozatává is vált.

### Bűnügyi eljárások a szervezettel szemben
Ukrajnában számos bűnügyi eljárást is indítottak a szervezettel szemben, többek között huliganizmus és a nemzeti szimbólumok megszentségtelenítésének vádjával. A csoportot meg is bírságolták. A legtöbb Femen aktivistát a rendőrség őrizetbe veszi a tüntetések után. Egy alkalommal a fehéroroszországi Állambiztonsági Bizottság a letartóztatott aktivistákat “késsel megfenyegette és levágta a hajukat”. A Femen állítása szerint Viktor Janukovics 2010-es elnökké választása után az ukrán biztonsági szolgálatok kísérletet tettek az aktivisták megfélemlítésére.
Az ukrán rendőrség bűnügyi eljárást indított a Femennel szemben, miután a szervezet kijevi irodájának 2013. augusztus 27-i rajtaütésén találtak egy TT pisztolyt és egy gránátot. A Femen szerint a fegyvereket az ukrán rendőrség csempészte az irodába az orosz és ukrán titkosszolgálatok mozgalommal szembeni együttműködésének keretében; a rendőrség tagadta a vádat. 2013. augusztus 30-án Jana Zsgyanova, Anna Hutszol és Alekszandra Sevcsenko aktivistákat berendelték kihallgatásra. Ehelyett (a Femen egy nyilatkozata szerint) “életüket és szabadságukat féltve, az aktivisták elhagyták Ukrajnát és Európába mentek, hogy folytassák a Femen tevékenységét” (Ukrajnában is [ahogy azt Hutszol közölte három nappal a távozása előtt]). A kijevi irodából egy (nem a Femenhez köthető) könyvtár lett 2013. október 23-án. 2014 márciusában Hutszol azt nyilatkozta, hogy bár az ellenük eljárást indító rezsim megbukott, “túl kockázatos visszatérni Ukrajnába”; egy februári interjúban Hutszol azt is állította, hogy az Ukrajnában maradt Femen aktivisták is segítették a rezsimet megbuktató Euromajdan tüntetéseket. 2014 nyarán a szervezet ismét akciózni kezdett az országban.

### Nemzetközi csoportok

#### Femen France
A Femen France a Femen franciaországi csoportja. Miután 2012 augusztusában kivágott egy Majdan térhez közeli fakeresztet, Inna Sevcsenko elhagyta az országot és Párizsba költözött, ahol létrehozta a Femen Franciaországot, egy aktivistaképző-központot. A nemzetközi kiképzőközpont 2012. szeptember 18-án nyílt meg. 
2013. január elején a szervezet 30 helyi aktivistából állt. Az egyetlen állandóan jelenlévő ukrán aktivista Okszana Sacsko és Inna Sevcsenko volt. 2013. március 6-án a Femen, Galia Ackerman francia írónő együttműködésével, megjelentette első könyvét, a Fement.
A nemzetközi kiképzőközpont 2012. szeptember 18-án nyílt meg. 15 félmeztelen aktivista vonult végig a Château Rouge metróállomástól a Lavoir Moderne Parisien közelében lévő új irodáig, ahol sajtótájékoztatót tartottak.
2012. október 3-án Éloïse Bouton, Elvire Duvelle-Charles, Miyabi K., Julia Javel, Jenny Bah, Nathalie Vignes francia aktivisták és Inna Sevcsenko félmeztelenül kiálltak a Louvre múzeumban található Milói Vénusz szobor mellé, hogy tüntessenek a nemi erőszak ellen. Az aktivisták azt kiabálták: “Nekünk megvan hozzá a kezünk, hogy megállítsuk a nemi erőszakot”. Azért választották a Milói Vénuszt, mert a szobornak nincs karja, ami szerintük kiválóan jelképezi a nők tehetetlenségét és kiszolgáltatottságát. A tüntetést azután szervezték, hogy Tunéziában szeméremsértéssel vádoltak meg egy nőt, akit rendőrök erőszakoltak meg.
2012. október 15-én nyolc félmeztelen aktivista tüntetett a francia igazságügyi minisztérium Place Vendôme-i épülete előtt, válaszul annak a 14 férfinak az ügyében született ítéletre, akik csoportos nemi erőszakot követtek el egy kamasz lánnyal szemben. A négyhetes, párizsközeli Fontenay-sous-Bois-ban lefolytatott eljárást követően a vádlottak közül négyet ítéltek el csoportos nemi erőszak vádjával, a másik tizet felmentették. Az ítélet sokkal enyhébb volt, mint az állami ügyész javaslata, aki a vádlottak közül nyolc esetében öttől hét évig terjedő börtönbüntetés kiszabása mellett foglalt állást. A tüntetők a francia hatóságokat a kiskorúak ellen elkövetett nemi erőszakkal szembeni toleranciával vádolták.

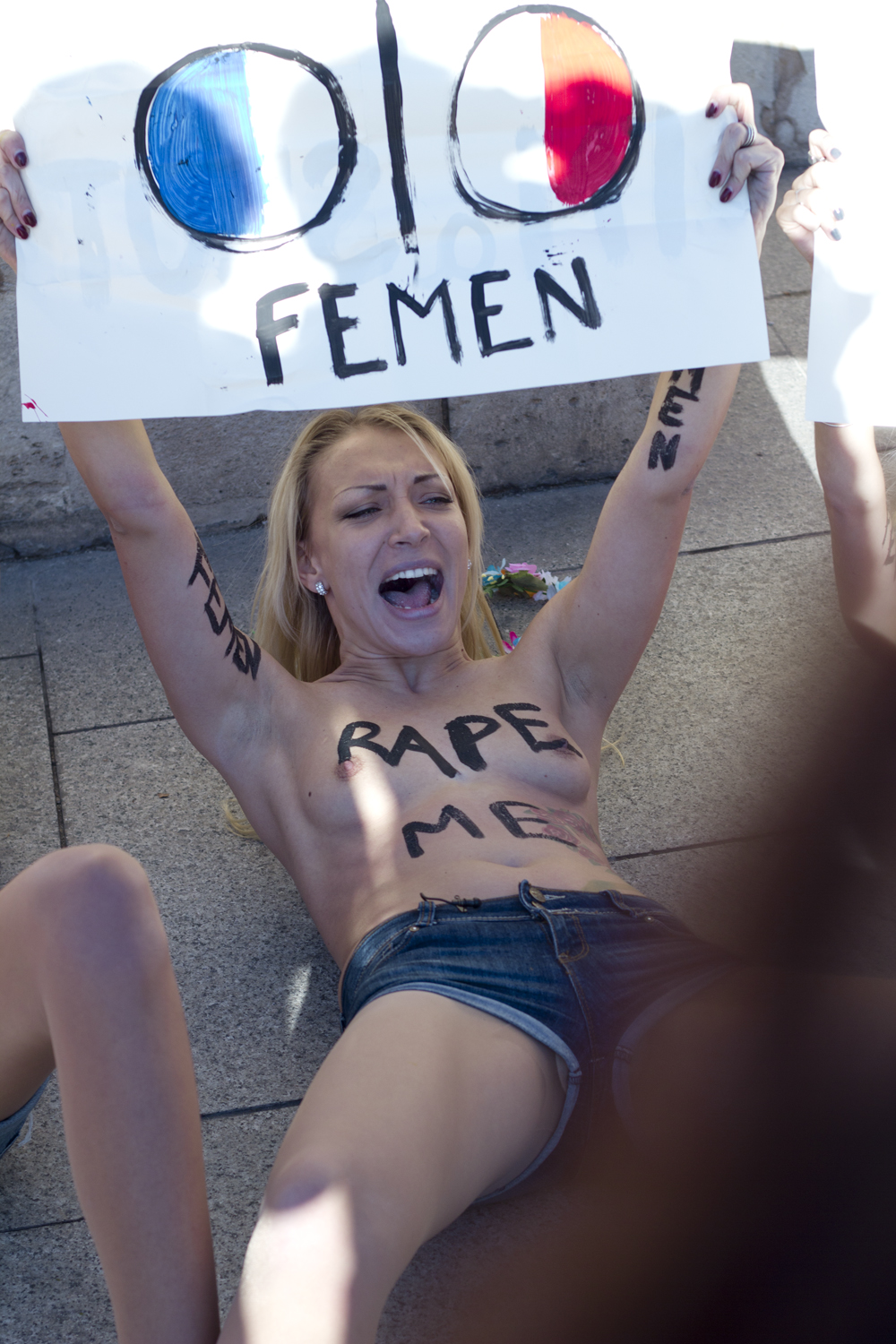
FEMEN aktivista a 2012. október 15-i párizsi tüntetésen.

2013. április 3-án Femen aktivisták a párizsi nagymecset előtt tüntetve követelték Amina Tyler, tunéziai Femen aktivista szabadon bocsátását. 2015 szeptemberében két félmeztelen tüntető zavart meg egy konzervatív muszlim konferenciát Párizsban.

#### Egyéb csoportok
A Femen 2011 vége óta szervez megmozdulásokat Ukrajnán kívül. 2011. április végén a szervezet nemzetközi csoportok megalapítását tervezte Varsóban, Zürichben, Rómában, Tel-Avivban és Rio de Janeiróban. Egy RU Femen elnevezésű csoport által szervezett 2011 áprilisi moszkvai tüntetést azonnal hamis Femen kezdeményezésként azonosítottak. A Femen az oroszországi Egységes Oroszország pártot vádolta a Femen RU létrehozásával. 2013 elején, a Femen állítása szerint, a szervezetnek Brazíliában, Németországban, az Egyesült Államokban, Kanadában, Svájcban, Olaszországban, Bulgáriában és Tunéziában is voltak tagjai.
2013. január 23-án Alekszandra Sevcsenko Németországban útjára indította a harmadik hivatalos nemzeti Femen csoportot, aminek vállalta a vezetését és a berlini és hamburgi központokban való kiképzését. A német Femen csoportot Irina Khanova, Hellen Langhorst és Klara Martens alapította. Egyik akciójukat a berlini Alexanderplatzon tartott Barbie Dream House életnagyságú Barbie babaház megnyitójára szervezték. Közvetlenül a rózsaszín műanyag ház megnyitása előtt egy félmeztelen Femen aktivista ugrott elő egy felgyújtott Barbie-babával egy rózsaszín magassarkú cipő szobor mögül, hogy tüntessen a lányok felé közvetített irreális elvárásokkal szemben. Az aktivista mellkasára a LIFE IN PLASTIC IS NOT FANTASTIC (“A műanyag élet nem fantasztikus”, utalás az Aqua Barbie Girl című dalának szövegére [“Life in plastic, it’s fantastic”]) felirat volt felfestve.
Quebecben is működik aktív Femen csoport; az ukrajnai születésű, Sept-Îles-ben felnevelkedett Xenia Csernyisova alapította.
2013. szeptember 10-én a belgiumi Femen csoport önként feloszlott.
2013 vége óta Törökországban is van aktív Femen csoport.
2014 júniusában Izraelben is elindult egy Femen csoport, 15 nő részvételével. A szervezet szerint “hétről hétre egyre többen leszünk”. A 17-30 év közötti tagok az ország valamennyi pontjáról csatlakoznak.
2016 augusztusában az Egyesült Államokban is alakult egy Femen csoport a Washington állambeli Seattle-ben, Jordan Robson vezetésével. A máig legnagyobb figyelmet kiváltó megmozdulásuk egy 2016. november 8-i tüntetés volt, amit a Donald Trump által látogatott New York-i szavazóhelyiség előtt rendeztek.

## Célok és álláspontok
A Femen saját önmeghatározása szerint egy “radikális feminista” szervezet, amely “küzd a patriarchátus alapvető intézményei – a nők szexuális kizsákmányolása, a diktatúra és a vallás – ellen”. A Femen küzdelmet hirdetett a szexipar, a házasságkötő ügynökségek, az egyház és abortuszellenes nézetei, a patriarchális társadalmi berendezkedés, valamint a melegházasságot ellenzőkkel szemben. A szervezet kifejezte az iszlamizmussal, a saría törvénnyel szembeni ellenállását és felszólalt a női körülmetélés gyakorlata ellen. Hivatalos honlapján a szervezet a következő módon jellemzi magát: “A Femen: szextremizmus, ami védi a nők jogait; a demokrácia őre, mely felveszi a harcot a patriarchátus valamennyi formájával: a diktatúrával, az egyházzal, a szexiparral szemben”.
A Femen több közéleti személyiséggel és szervezettel szemben is kifejezte támogatását vagy ellenállását; a mozgalom például kiállt a Pussy Riot mellett és együttműködött Aliaa Elmahdy egyiptomi nőjogi aktivistával. 2011-ben a szervezet korlátozott sikerekről számolt be az üzenetük terjesztésének terén. A Fement kritika érte, amiért nem képes “bemutatni a kézzelfogható céljait”.

### Feminista ügyek
Anna Hutszol, a Femen alapítója erősen ellenzi a prostitúció ukrajnai legalizálását, külföldön pedig a prostitúció kriminalizálása mellett kampányol. 2009 májusában a szervezet büntetőjogi felelősségrevonást javasolt szexuális szolgáltatások igénybevétele esetén. A Femen tüntetett az ukrán kormányzatnak a szervezet által a prostitúció legalizálása felé tett lépéseknek tekintett intézkedései ellen a 2012-es európai labdarúgó-bajnokság ideje alatt. A szervezet felszólította az UEFA-t és az ukrán kormányt, hogy hozzanak létre egy, az ukrajnai szexturizmus és prostitúció problémájával foglalkozó szociális programot; hogy tájékoztassák a futballszurkolókat, hogy Ukrajnában a prostitúció illegális; és hogy tegyenek további lépéseket a szexturizmus és a prostitúció felszámolása érdekében.
Bár a Femen nem támogatja a szexipart, a szervezet tiltakozott az ukrán hatóságok Anastasia Grishay ukrán modell és pornószínésznő ellen pornográfiában való részvétel miatt indított eljárásával szemben.

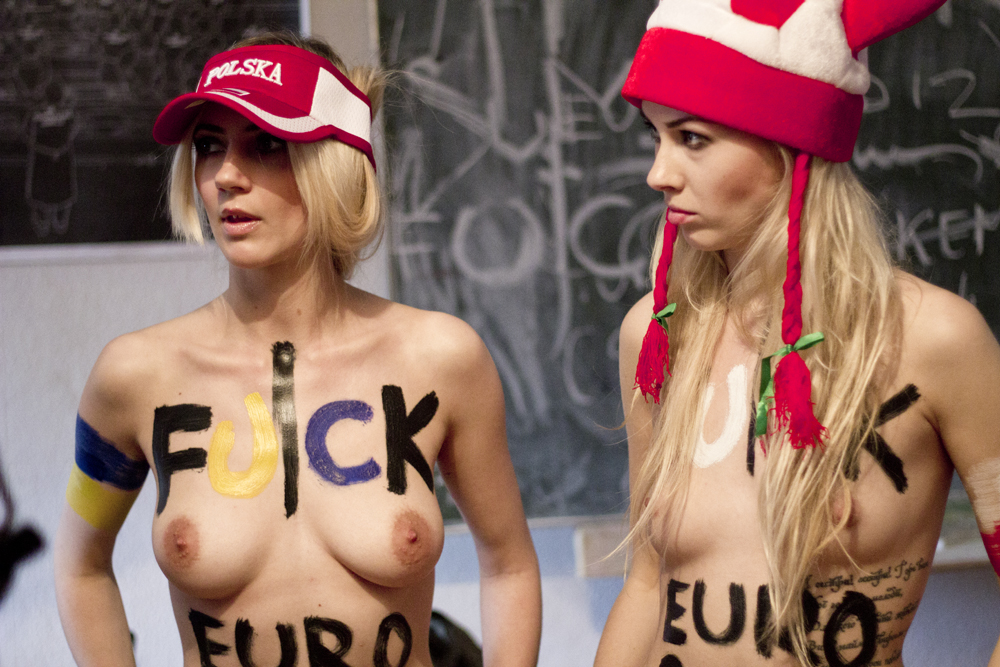
FEMEN aktivisták az Ukrajnában szervezett 2012-es UEFA EURO labdarúgóbajnokságon.

Hutszol állítása szerint “a Femen a nőkent érintő szakpolitikákért áll ki, nem a női politikusokért”. A Femen vezetőségének alacsonyak az elvárásai a mainstream ukrajnai politikusokkal szemben. A kérdésre, hogy Angela Merkel német kancellárt “ellenségnek” tekinti-e, Alexandra Sevcsenko (2013 áprilisában) azt válaszolta, hogy “ameddig kezet fog egy diktátorral, igen; csakúgy mint Julia Tyimosenko vagy mint előttük Margharet Thatcher, ő sem szólal fel nagyon a nők jogai mellett”.

### Ukrajnai ügyek
Viktor Janukovics elnöksége alatt a Femen tiltakozott “a demokratikus szabadságjogok és a szabad sajtó korlátozásával” és a kormányzati korrupcióval szemben.
A Femen az oroszországi ortodox egyház, az orosz elnök és az orosz kormány Ukrajna-ellenes politikái ellen is tiltakozott és követelte az ukrajnai egyház függetlenségét. 
2012-ben a szervezet céljaként nevezte meg “a fiatal ukrán nők vezetői, intellektuális és morális képzését”, valamint azt, hogy “Ukrajna egy nők számára kiváló lehetőségeket kínáló ország imázsát mutassa.” 2010-ben a Femen deklarált célja volt, hogy “felébresszük, társadalmi aktivitásra ösztönözzük az ukrán nőket; hogy 2017-re megszervezzük a nők forradalmát.”

### Nemzetközi ügyek
2012 decemberében a Femen felszólította az Európai Uniót, hogy “azonnal szüntesse be a politikai, gazdasági és kulturális kapcsolatokat a Gazprom és a Kreml diktatúrájával”, mert “az Északi Áramlattól való függés Európa gazdasági összeomlásához, az Oroszországgal szembeni vízumkövetelmény eltörlése pedig kulturális armageddonhoz vezet.” Vlagyimir Putyin orosz elnök (és Angela Merkel német kancellár) 2013. április 8-i félmeztelen aktivisták általi letámadását a hannoveri kereskedelmi vásáron Alekszandra Sevcsenko úgy jellemezte, mint “nők erőszakmentes tiltakozása a világ legveszélyesebb diktátoráva szemben; remek sajtóvisszhangot kapott, és remélhetőleg biztatólag hat majd az orosz emberekre, illetve segít új tagokat toborozni a mozgalomba.”

## Vallási intézményekkel szembeni tiltakozások
Néhány példa a Femen vallásos intézményekkel szembeni tiltakozására:
- 2011 novemberében Alekszandra Sevcsenko Femen aktivista egy “Szabadságot a nőknek” feliratú molinót lengetve vetkőzni kezdett a vatikáni Szent Péter téren XVI. Benedek pápa vasárnapi istentiszteletét követően. Sevcsenkót és társait az olasz rendőrség azonnal őrizetbe vette.
- 2012 áprilisában 5 feminista abortuszpárti megmozdulást szervezett az abortuszt Ukrajnában ellehetetlenítő törvényjavaslattal szemben a kijevi Szent Szófia székesegyház harangtornyában; a templom harangját is megkongatták. A rendőrség őrizetbe vette a tüntetőket.
- 2012. július 26-án Jana Zsgyanova, Femen aktivista, félmeztelenül megtámadta az Ukrajnába látogató moszkvai Kirill pátriárkát. Zsgyanova hátára a “Kill Kirill” (“Halál Kirillre”) felirat volt felfestve és azt kiabálta az ortodox egyházfőnek, hogy “Tűnj el!” Tettéért 15 napra letartóztatták.
- A szervezet félmeztelen tüntetést rendezett a 2012-es londoni nyári olimpiai játékok ideje alatt, hogy tiltakozzon a szerintük a Nemzetközi Olimpiai Bizottság által támogatott “véres iszlám rezsimek” ellen. A demonstráción muszlim férfiaknak öltözött nők és “Le a saríával” feliratú plakátok is megjelentek.
- 2012. augusztus 17-én Inna Sevcsenko és két másik Femen aktivista láncfűrésszel kivágott egy, a kijevi Majdan térhez közeli fakeresztet, amit a vallásellenes sztálinista tisztogatások uniátus keresztény áldozatainak emeltek. A keresztet az orosz igazságszolgáltatás által aznap elítélt Pussy Riot együttes támogatása érdekében döntötték le. Az akciót túlnyomórészt negatív sajtóvisszhang követte. Az ukrán büntető törvénykönyv 296. cikkelyének második bekezdése (huliganizmus) alapján büntetőjogi eljárás indult a Femennel szemben. A szervezet állítása szerint az eset után az ukrán belügyminisztérium különleges egységet küldött a Femen kijevi irodájának lezárására. 2012. augusztus 18-án új keresztet állítottak a helyszínen.
- 2013 januárjában négy félmeztelen ukrán Femen aktivista tüntetett az LMBTQ+ személyek örökbefogadáshoz való joga mellett a vatikáni Szent Péter téren, a pápa szokásos heti beszéde alatt.
- 2013 karácsonyán egy német Femen tag megzavart egy misét a kölni katedrálisban, hogy tiltakozzon Meisner érsek “nagyon konzervatív irányultsága” ellen. Az aktivistára 600 euro bírságot szabtak ki.
- 2013. április 3-án Femen aktivisták felgyújtották a szalafista zászlót a párizsi nagymecset előtt, az Amina Tyler (tunéziai Femen aktivista) melletti szimpátiatüntetés részeként.
- 2015. szeptember 12-én két Femen aktivista arabnak öltözve beszivárgott egy Párizsban szervezett, ellentmondásos megítélésű, a muszlim nők szerepéről szóló konferenciára, majd a színpadon félmeztelenre vetkőztek. A tüntetőket a biztonsági őrök eltávolították a színpadról, majd több férfi is megrohamozta és verni kezdte őket.
- 2017. december 25-én egy félmeztelen aktivista megpróbálta elmozdítani a szent péter téri Betlehem újszülött Jézus szobrát, miközben azt kiáltotta, hogy “Isten egy nő”. A biztonsági őrök leteperték, mielőtt sikerült volna ellopnia a szobrot.

## Amina Tyler esete
Amina Tyler (valódi nevén Amina Sboui) tunéziai Femen-aktivistát 2013. május 19-én tartóztatták le. Nemzetközi tüntetések robbantak ki a szabadon bocsátását követelve. 2013. június 13-án egy tunéziai bíró közszeméremsértés vádjával elítélt két francia és egy német Femen-aktivistát, akik Tyler szabadon bocsátása mellett tüntettek. Pauline Hillert, Josephine Markmannt és Marguerite Sternt 2013. június 26-án engedték szabadon, miután a tunéziai igazságszolgáltatás feloldotta a rájuk kiszabott börtönbüntetést. 
2013. július 29-én Amina Tylert felmentették a hatóságokkal való együttműködés elutasítása és a rágalmazás vádjai alól, de a börtönbüntetését nem oldották fel, amíg egy temető megszentségtelenítésének vádja miatt ellene indított eljárás folyamatban volt. 
A Femen tüntetéseket szervezett a párizsi nagymecset elé, melyek során a Tawhid-zászlót is elégették. 2013. augusztusi szabadulása után Amina Tyler bejelentette, hogy elhagyja a csoportot, mert szerinte a szervezet párizsi megmozdulása nem volt tisztelettel a muszlim világra, és mert pénzügyileg átláthatatlannak tekintette a Fement.

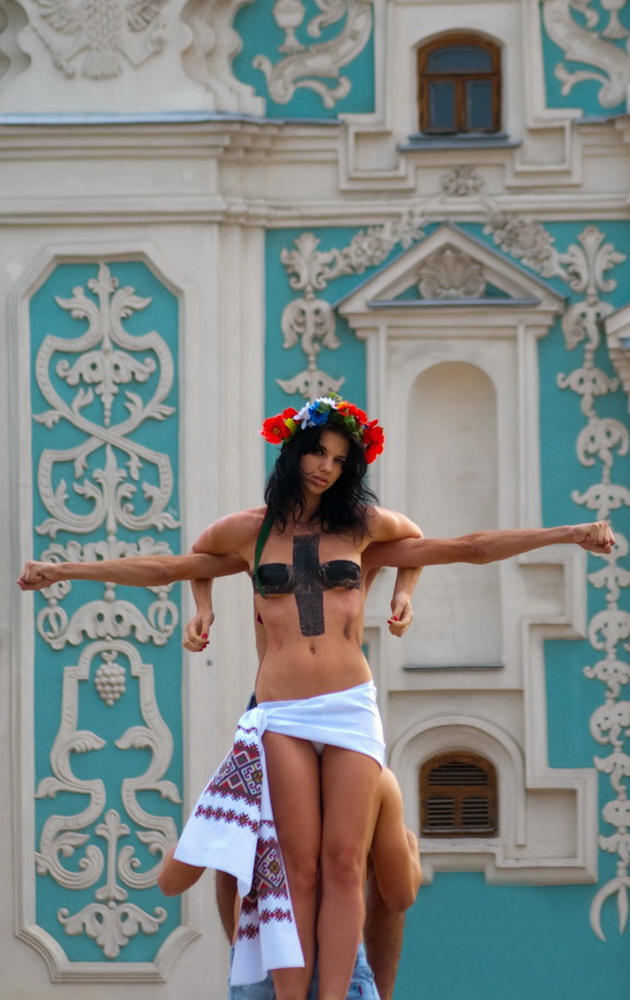
FEMEN-aktivista tüntet Kirill pátriárka ukrajnai látogatása ellen a kijevi Szent Szófia-székesegyház előtt

## Kulturális és politikai megítélése
A Femen kritikusai rendre felhozzák a szervezettel szemben, hogy azt jobban érdekli a saját maga promotálása, mint a valós reformok kikényszerítése, és megmozdulásai ízléstelenek és aláássák a csoport üzenetét. Tetyjana Burejcsak, ukrán genderszakértő szerint az ukrán nők nincsenek lenyűgözve a Fementől. Ole Demkiv, ukrán szociológus is felszólalt a Femen ellentmondásos tüntetéseivel szemben, 2011 júliusában pedig azt nyilatkozta, hogy a szervezet “sajnos nem élvez széleskörű lakossági támogatást és az ukrán közgondolkodást sem képes megváltoztatni.” 2013 februárjában Joanna Rohozinszka (a National Endowment for Democracy intézettől) azt állította, hogy “nincs sok bizonyíték arra, hogy a Femen megmozdulásai jelentős hatást érnének el”, és a szervezet döntését, hogy Ukrajnán kívül is indítson csoportokat, úgy jellemezte, hogy az “legjobb esetben álszentség, és őszintén, egy kicsit gyávaság.” Pozitív visszajelzés Ukrajnából Maria Majercsik (Lvivi Egyetem) és Larisza Kobeljanszka (az ENSZ nőjogi programja) részéről érkezett: Majercsik szerint a Femen egy “pozitív, radikális és fontos jelenség, ami képes a társadalmi problémák megnevezésére”, Kobeljanszka pedig rámutatott, hogy a szervezet sikeresen ráirányította a figyelmet a női jogok kérdésére, még ha megkérdőjelezhető eszközökkel is.
A szervezetnek külföldön jobb a megítélése. Naomi Westland szerint “a nyugati országok már jobban hozzászoktak a meztelen vagy félmeztelen testek látványához az utcákon vagy a médiában, mint a keletiek. De azokban az országokban, ahol a meztelenség tabu, a tüntetések mélyebb hatást fejtenek ki.” Jeffrey Taylor megjegyezte, hogy “a Femen Ukrajnából származik, olyan fiatal nők hívták életre, akik a politikai korrektség nyugati kultúrájával nem találkoztak, így azt nem is tisztelik; országuk szovjet múltja révén tudják, mennyire káros a szólásszabadság elfojtása. Most, hogy Nyugatra is megérkezett, a Femen bátran szegi meg a normákat és támasztja fel a vitát a vallás világunkban betöltött szerepéről.” Párizsi irodájuk megnyitását pozitív fogadtatás követte. 
2013 szeptemberében a szervezetet kritika érte, miután Kitty Green ausztrál dokumentumfilmes Viktor Szvjatszkijt nevezte meg a mozgalom alapítójaként. Szvjatszkijt korábban csak a Femen tanácsadójaként tartották számon.

## Pénzügyek
Az aktivisták a szervezet logójával ellátott termékek eladásán keresztül jutnak támogatáshoz. A Femenhez magánemberek részéről is érkeznek adományok, ismertebb donorok például Helmut Geier (avagy DJ Hell) német DJ; az Ukrajnában tartózkodó német üzletasszony, Beate Schober; és Jed Sunden, amerikai üzletember, az ukrajnai KP Media alapítója és a Kyiv Post napilap korábbi tulajdonosa. Kanadai ukránok is adakoznak a szervezet javára.

2012 márciusában az ukrajnai Focus hetilap azt állította, hogy a Femen aktivisták jogdíjat kapnak a külföldi interjúk és a bulvárlapokban való megjelenések után. Anna Hutszol megerősítette a hetilapnak, hogy egy isztambuli megmozdulásukat egy török fehérneműgyártó cég szponzorálta.

## Fordítás
Ez a szócikk részben vagy egészben  a   Femen című angol Wikipédia-szócikk ezen változatának fordításán alapul.  Az eredeti cikk szerkesztőit annak laptörténete sorolja fel. Ez a jelzés csupán a megfogalmazás eredetét és a szerzői jogokat jelzi, nem szolgál a cikkben szereplő információk forrásmegjelöléseként.